# Zéro de conduite (film)
Pour les articles homonymes, voir Zéro de conduite.
Pour plus de détails, voir Fiche technique et Distribution.
Zéro de conduite est un film français de Jean Vigo, sorti en 1933.
Inspirée des souvenirs personnels de Jean Vigo, l'œuvre est considérée à sa sortie comme un violent pamphlet libertaire, et sera interdite par la censure jusqu'en 1946.

## Synopsis
Les vacances se terminent et il est temps pour quelques garçons de revenir au collège, un lieu sans joie où les professeurs, des adultes obtus, leur infligent des punitions sévères et les privent de liberté et de créativité. Quatre d'entre eux, punis avec un « zéro » de conduite, décident de se rebeller, avec la complicité d'un nouveau surveillant, Huguet (Jean Dasté), plus proche de la mentalité des jeunes que de celle, rigide, des autres adultes.
C'est ainsi que se déchaîne une bataille le jour de la fête du collège, les adultes ont le dessous et les garçons peuvent courir sur les toits, enfin libres.
Le début du récit de Vigo souligne l'insouciance joyeuse de l'enfance : le train qui ramène deux garçons à l'école après les vacances est le théâtre de leurs farces. À la gare se profile la sévérité du collège qui accueille les garçons alignés en file par deux, mais également la figure extravagante du nouveau surveillant, Huguet. Le dortoir nous montre au premier plan les figures de trois plus jeunes des protagonistes (Caussat le meneur, Colin le fils de la cuisinière et Bruel, qui se liera d'amitié avec Tabard) soumis aux punitions du « censeur ».
C'est lors de la récréation que commence le complot des trois, apparemment protégés par l'adulte Huguet, lequel, après avoir imité le célèbre Charlot, se montrera même capable de faire le poirier sur le bureau au milieu des garçons enthousiastes, ce à quoi met fin l'entrée de l'autre surveillant ; celui-ci, dont la façon n'est pas du tout la même, punira plus tard les garçons avec l'habituel zéro de conduite et l'interdiction de sortir le dimanche. La présentation du directeur du collège est un des instants les plus amusants du film ; il arrive alors que les garçons sont sur le point de sortir en compagnie du jeune maître qui, les ayant laissés seuls, se promène l'air distrait et fait la cour à une dame. Un autre personnage grotesque dans le corps enseignant est « Cornacchia », surpris à voler aux garçons leurs desserts et puni par eux-mêmes qui se servent de colle. La nourriture du collège déchaîne une réaction désordonnée et railleuse. Les attentions équivoques du professeur de sciences provoquent une violente réaction verbale (« Y a la merde », anagramme du pseudonyme du père de Vigo) de l'autre tout jeune protagoniste (Tabart), présenté depuis la scène de la gare avec des traits délicats et efféminés, et qui ainsi est définitivement accepté par les trois rebelles.
L'action touche à son sommet : à l'occasion de la fête de l'école les quatre garçons organisent une révolte, au cours de laquelle des mannequins et des exhibitions dignes d'un cirque soulignent de façon expressive l'impasse d'un pouvoir définitivement mis au pilori, et les enfants s'enfuient sur les toits, vers les cieux sereins garants d'une nouvelle liberté.

## Fiche technique
- Titre : Zéro de conduite
- Réalisation : Jean Vigo
- Scénario : Jean Vigo
- Photographie : Boris Kaufman
- Son : Marcel Royné
- Musique : Maurice Jaubert
- Production : Jacques-Louis Nounez[2]
- Société de distribution initiale : Gaumont
- Pays de production : France
- Langue : français
- Format : Noir et blanc - Son mono - 1,37:1
- Genre : comédie dramatique
- Durée : 41 min, 49 min (Director's cut)
- Date de sortie : 
  - France : 7 avril 1933

## Distribution
- Jean Dasté : le surveillant Huguet
- Robert Le Flon : le surveillant Parrain, dit Pète-sec
- Delphin : le principal
- Du Verron "Blanchar" : le surveillant-général, dit Bec-de-gaz
- Louis Lefebvre : l'élève Caussat
- Léon Larive : le professeur de chimie
- Gilbert Pruchon : l'élève Colin
- Émile : Madame Colin, dite Mère Haricot
- Gérard de Bédarieux : l'élève Tabard
- Louis de Gonzague-Frick : Frick, le préfet
- Constantin Goldstein-Kehler : l'élève Bruel
- Henri Storck : le curé
- Michèle Fayard : la fille du gardien
- Félix Labisse : le premier pompier
- Albert Riéra : un veilleur de nuit
- Georges Patin : le deuxième pompier
- Raphaël Diligent : le troisième pompier
- Georges Vakalo : le quatrième pompier
- Louis Berger : Le correspondant
- Georges Berger : le gardien
- Natale Bencini : un acrobate
- Leonello Bencini : un acrobate
- Georges Belmer : un enfant
- Émile Boulez : un enfant
- Edgar Cabrol : un enfant
- Maurice Cariel : un enfant
- Jean-Pierre Dumesnil : un enfant
- Igor Goldfarb : un enfant
- Lucien Lincks : un enfant
- Charles Michiels : un enfant
- Roger Porte : un enfant
- Jacques Poulin : un enfant
- Pierre Regnoux : un enfant
- Ali Ronchy : un enfant
- Georges Rougette : un enfant
- André Thille : un enfant
- Pierre Tridon : un enfant
- Paul Vilhem : un enfant

## Censure
Le film est tourné en 1932 par Jean Vigo dans le collège de Saint-Cloud où il passa lui-même une partie de sa scolarité. L'institution scolaire y apparaît répressive et fermée.
Le film est jugé « antifrançais » et, sous la pression et la menace de représailles des Pères de famille organisés, il n'obtient son visa d'exploitation qu'en 1945, après la Libération. C'est le premier film français à avoir été interdit officiellement par la censure française. Cette censure a lancé le film qui commença une carrière dans les ciné-clubs belges.

Dans le documentaire de Jacques Rozier de la série Cinéastes de notre temps consacré à Jean Vigo, son ami Albert Riéra, qui a participé au film, s'exprime à propos de cette censure. Avant de présenter le film aux autorités qui délivraient le visa d'exploitation, Riéra lui conseille de couper la séquence où l'on voit les enfants sur le toit jeter divers objets sur l'assemblée, et rapporte la conversation qu'il a eue avec Vigo : 

« Cette séquence-là mon vieux, on va te la couper. C'est ton premier film, tu devrais faire quelques concessions pour ce premier film, et puis ensuite tu en feras d'autres, et quand vraiment tu auras donné ta mesure, tu pourras faire ce que tu voudras. Et là il m'a regardé, et vraiment c'était tragique son regard, il m'a dit : "Toi tu es en bonne santé, tu as le temps, mais moi je n'ai pas le temps, alors il faut que je le fasse tout de suite". »